# Henry Strachey (konstnär)
Henry Strachey (känd som Harry), född 1863, död 1940, var en engelsk målare och konstkritiker, bror till Edward Strachey, 1:e baron Strachie och journalisten John Strachey.
Strachey studerade vid Slade School of Fine Art i London och ställde ut flitigt mellan 1888 och 1923 på många gallerier, bland annat tio gånger på Royal Academy of Arts.
Han var även en uppskattad porträttmålare. Han var verksam som konstkritiker på The Spectator, där hans bror var redaktör, 1896–1922.